# La Đông Xuyên
La Đông Xuyên (tiếng Trung giản thể: 罗东川, bính âm Hán ngữ: Luō Dōngchuān, sinh tháng 10 năm 1965, người Hán) là thẩm phán, chính trị gia nước Cộng hòa Nhân dân Trung Hoa. Ông là Ủy viên dự khuyết Ủy ban Trung ương Đảng Cộng sản Trung Quốc khóa XX, hiện là Phó Bí thư chuyên chức Tỉnh ủy, Bí thư Ủy ban Chính Pháp Tỉnh ủy Phúc Kiến. Ông từng là Phó Viện trưởng Pháp viện Nhân dân Tối cao, Ủy viên Ủy ban Thẩm phán, Đình trưởng Đình Sở hữu trí tuệ; Thường vụ Khu ủy, Bí thư Ủy ban Kiểm Kỷ Khu ủy Tân Cương; Chủ nhiệm Văn phòng Thẩm lý án kiện Ủy ban Kiểm Kỷ Trung ương Đảng.
La Đông Xuyên là đảng viên Đảng Cộng sản Trung Quốc, học vị Tiến sĩ Luật học. Ông là luật gia có hơn 30 năm kinh nghiệm hoạt động trong hệ thống tòa án Trung Quốc, bên cạnh đó là những giai đoạn được điều chuyển tham gia lãnh đạo địa phương.

## Xuất thân và giáo dục
La Đông Xuyên sinh vào tháng 10 năm 1965 tại thành phố Trùng Khánh, Cộng hòa Nhân dân Trung Hoa. Ông lớn lên và tốt nghiệp cao trung ở Trùng Khánh, thi cao khảo vào năm 1982 và đỗ Đại học Bắc Kinh, lên thủ đô nhập học hệ pháp luật của trường từ tháng 9 cùng năm và tốt nghiệp cử nhân chuyên ngành này vào tháng 7 năm 1986. Tới tháng 8 năm 1988, ông theo học chương trình nghiên cứu sinh tại chức ngành luật dân sự và thương mại của Đại học Vũ Hán, nhận bằng thạc sĩ vào tháng 7 năm 1991. Từ tháng 9 năm 1999, ông là nghiên cứu sinh sau đại học về quyền sở hữu trí tuệ ở Bắc Đại, trở thành Tiến sĩ Luật học vào tháng 7 năm 2004. La Đông Xuyên được kết nạp Đảng Cộng sản Trung Quốc vào tháng 6 năm 1986, ông từng tham gia khóa bồi dưỡng, huấn luyện nửa năm của cán bộ trung, thanh niên từ tháng 9 năm 2004 đến tháng 1 năm 2005 ở Trường Đảng Trung ương Đảng Cộng sản Trung Quốc.

## Sự nghiệp

### Tư pháp
Tháng 8 năm 1986, sau khi tốt nghiệp luật học Bắc Đại, La Đông Xuyên được phân vào Pháp viện Nhân dân cấp cao Bắc Kinh làm thư ký viên, công tác liên tục 7 năm cho đến tháng 4 năm 1994 thì nhậm chức Trợ lý Thẩm phán, rồi được điều về Pháp viện Nhân dân trung cấp Bắc Kinh từ tháng 7 cùng năm. Năm 1995, pháp viện trung cấp được cải tổ thành Pháp viện Nhân dân trung cấp số 1 Bắc Kinh, phụ trách xét xử 4 quận Hải Điến, Thạch Cảnh Sơn, Môn Đầu Câu, Xương Bình và huyện Diên Khánh thì ông tiếp tục là Trợ lý Thẩm phán cho đến tháng 6 năm cùng năm thì được bổ nhiệm làm Thẩm phán, Phó Đình trưởng Sở hữu trí tuệ, rồi Đình trưởng, Ủy viên Ủy ban Thẩm phán của tòa sau đó 5 năm. Cuối năm 2000, La Đông Xuyên được điều lên Pháp viện Nhân dân Tối cao, nhậm chúc Phó Đình trưởng Đình Thẩm phán dân sự thứ 3, rồi sau đó 3 năm thì chuyển vị trí làm Phó Chủ nhiệm Văn phòng nghiên cứu của tòa. Tháng 8 năm 2009, ông được chuyển chức kiêm nhiệm làm Sở trưởng Sở nghiên cứu Luật học ứng dụng Trung Quốc, sau 4 năm thì được bổ nhiệm làm Thẩm phán, Phó Chủ nhiệm Bộ Chính trị của Pháp viện Nhân dân Tối cao. Vào tháng 6 năm 2013, ông là Đình Thẩm phán dân sự thứ 4, được bầu vào Ủy ban Thẩm phán Pháp viện Nhân dân Tối cao từ cuối năm.

### Cấp cao
Tháng 7 năm 2015, sau gần 30 năm hoạt động trong hệ thống tòa án Trung Quốc, La Đông Xuyên được điều tới Ủy ban Kiểm tra Kỷ luật Trung ương Đảng Cộng sản Trung Quốc, nhậm chức Chủ nhiệm Văn phòng Thẩm lý án kiện, cấp phó bộ trưởng. Công tác ở đây 2 năm thì ông được điều về Tân Cương, được chỉ định vào Ủy ban Thường vụ Khu ủy, phân công làm Bí thư Ủy ban Kiểm Kỷ Khu ủy Tân Cương, kiêm Chủ nhiệm Ủy ban Giám sát Tân Cương từ đầu năm 2018. Vào giai đoạn này, ông dự Đại hội Đảng Cộng sản Trung Quốc lần thứ XIX và được bầu làm Ủy viên Ủy ban Kiểm Kỷ Trung ương Đảng, rồi sau đó ứng cử và trúng cử là đại biểu của Đại hội Đại biểu Nhân dân toàn quốc khóa XIII nhiệm kỳ 2018–23. Đến tháng 7 năm này, ông được điều trở lại Pháp viện Nhân dân Tối cao, được bổ nhiệm làm Phó Viện trưởng, Thành viên Đảng tổ của Pháp viện, đồng thời là Ủy viên Ủy ban Thẩm phán, Bí thư Phân Đảng tổ, Đình trưởng Đình Sở hữu trí tuệ. Tháng 7 năm 2020, ông một lần nữa được điều về địa phương, và lần này là Phúc Kiến, vào Ủy ban Thường vụ Tỉnh ủy, nhậm chức Bí thư Ủy ban Chính Pháp Tỉnh ủy Phúc Kiến, rồi được bầu là Phó Bí thư chuyên chức Tỉnh ủy từ ngày 31 tháng 10 năm 2021. Ông cũng là Hội trưởng Hội Luật học Phúc Kiến. Cuối năm 2022, ông là đại biểu của đoàn Phúc Kiến dự Đại hội Đảng Cộng sản Trung Quốc lần thứ XX. Trong quá trình bầu cử tại đại hội, ông được bầu là Ủy viên dự khuyết Ủy ban Trung ương Đảng Cộng sản Trung Quốc khóa XX.